# Ричмонд (Норт-Йоркшир)
Ричмонд — рыночный городок и гражданский приход в Норт-Йоркшире. Он расположен в том месте, где Суолдейл, верхняя долина реки Суэйл, впадает в долину Моубрей. Население города по переписи 2011 года составляло 8413 человек. Город расположен в 13 милях к северо-западу от Норталлертона, города графства, и в 41 миле к северо-западу от Йорка.

## История
Около 1071 году бретонский рыцарь Ален Рыжий во владениях, полученных от Вильгельма I Завоевателя, начал строительство Ричмондского замка, название которого происходит от старофранцузского Riche Mount, что означает «укреплённый холм», что также было названием одноимённого поселения в Нормандии. Этот замок стал центром одноимённой феодальной баронии. Позже его владельцы получили титул графа Ричмонда. Владельцами этих земель часто становились представители Бретонского герцогского дома. В 1485 году Ричмонд вошёл в состав коронных владений.
Рядом с хорошо укреплённым замком возник город, ставший главным военным центром и рынком для значительной части Северо-Западного Йоркшира. Он достаточно быстро рос и обладал исключительными торговыми привилегиями в Ричмондшире. В нём проживало много богатых торговцев, ремесленников и других состоятельных жителей. Однако в начале XV века он пришёл в упадок.
В период с 1974 по 2023 год город был административным центром округа Ричмондшир графства Северный Йоркшир. Ричмонд расположен недалеко от восточной границы национального парка Йоркшир-Дейлс, для которого он стал туристическим центром.

## Население
| Год  | Численность | Численность |
| ---- | ----------- | ----------- |
| 2001 | 8178        | [ 5 ]       |
| 2011 | 8413        | [ 6 ]       |
| 2021 | 8079        | [ 1 ]       |